# Stanisław Lem
Pour les articles homonymes, voir Stanislas et Lem.
Stanisław Lem (/staˈɲiswaf ˈlɛm/ ), aussi francisé en Stanislas Lem, né le 12 septembre 1921 à Lviv (aujourd'hui en Ukraine, en polonais : Lwów) et mort le 27 mars 2006 à Cracovie, en Pologne, est un écrivain de science-fiction polonais.
Son œuvre, traduite en quarante langues, caractérisée par l’étendue de sa palette, est construite autour d’une vision critique du comportement humain. Stanisław Lem est également l’un des écrivains polonais les plus traduits aux côtés de Witold Gombrowicz et Henryk Sienkiewicz. Solaris est sans doute son roman le plus célèbre et a été porté au cinéma par Andreï Tarkovski en 1972 puis par Steven Soderbergh en 2002. Certains de ses romans mêlent récit d’anticipation et intrigue policière, notamment dans Le Rhume (Katar, 1976).

## Biographie
Fils d'un médecin juif oto-rhino-laryngologue, Stanislas Lem voit ses études de médecine à l’université de Lviv interrompues par la Seconde Guerre mondiale. Il travaille alors comme mécanicien et soudeur, et prend part à la résistance contre les Allemands. À l’issue de la guerre, l’Armée rouge occupe la Pologne et l’Union soviétique contrôle le pays.
En 1946, Lem reprend les études de médecine à l’université Jagellonne de Cracovie. Pour éviter une carrière de médecin militaire, il ne passe pas ses derniers examens et obtient seulement un certificat de fin d’études. Assistant de recherche d’une institution scientifique, il écrit ses premières histoires pendant son temps libre. En 1981, il reçoit un doctorat honoris causa de l’École polytechnique de Wrocław. Plus tard, l’Université d'Opole, l’université de Lviv et enfin l’Université Jagellonne (1998) font de même.
Stanislas Lem écrit sur l’incommunicabilité entre les humains et les civilisations extraterrestres et sur le futur technologique de l’humanité. Il développe des idées sur une société idéale et utopique et explore les problèmes liés à l’existence de l’homme dans des mondes où le progrès technologique supprime tout effort humain. Ses sociétés extraterrestres mettent en scène des essaims d'insectes robotiques (L'Invincible) ou un océan pensant (Solaris) avec lesquels les humains ne peuvent communiquer. Des utopies technologiques apparaissent dans Pokoj na Ziemi (Paix sur la Terre) ou dans La Cybériade.
Lem est un partisan de la civilisation occidentale. Malgré la censure inhérente au régime staliniste dans lequel il vécut, son œuvre contient une sévère critique du collectivisme.
Lem est intronisé membre honoraire de la Science Fiction and Fantasy Writers of America (SFWA) en 1973. La SFWA annule cette décision en 1976 après les critiques de Lem contre la science-fiction américaine qu’il juge bas de gamme, mais lui propose toutefois une adhésion ordinaire, ce qu’il refuse. Il décrit cette littérature comme kitsch, pauvrement écrite et plus intéressée par la rentabilité que par les idées ou les nouvelles formes littéraires. Par ailleurs, de tous les auteurs américains de science-fiction, il n’adresse des éloges francs qu’à Philip K. Dick.

À l’issue d’une longue maladie, Stanislas Lem décède à l’hôpital de Cracovie d’une crise cardiaque le lundi 27 mars 2006.

## Écrivain visionnaire
Günther Anders rend hommage à Stanislas Lem à l’égal de Jules Verne pour ses visions sur la révolution technique moderne.

## Œuvres
Lem écrivit principalement deux types d’œuvres, les textes de fiction (les plus connus et les plus traduits), et les textes qu’il regroupa lui-même sous le terme d’apocryphes (Apokryfy) en 1998, et qui correspondent pour la plupart à de fausses critiques de livres qui n’ont jamais existé. Ces derniers textes ont parfois paru dans divers ouvrages, et sous des titres différents. Le plus connu, et le seul traduit en français, est Bibliothèque du XXIe siècle (Biblioteka XXI wieku).
Cette section contient une sélection d’ouvrages traduits en français. Les dates de première édition polonaise diffèrent selon les sources, ceci vient bien souvent d’imprécisions au niveau du numéro de l’édition utilisée pour la traduction.

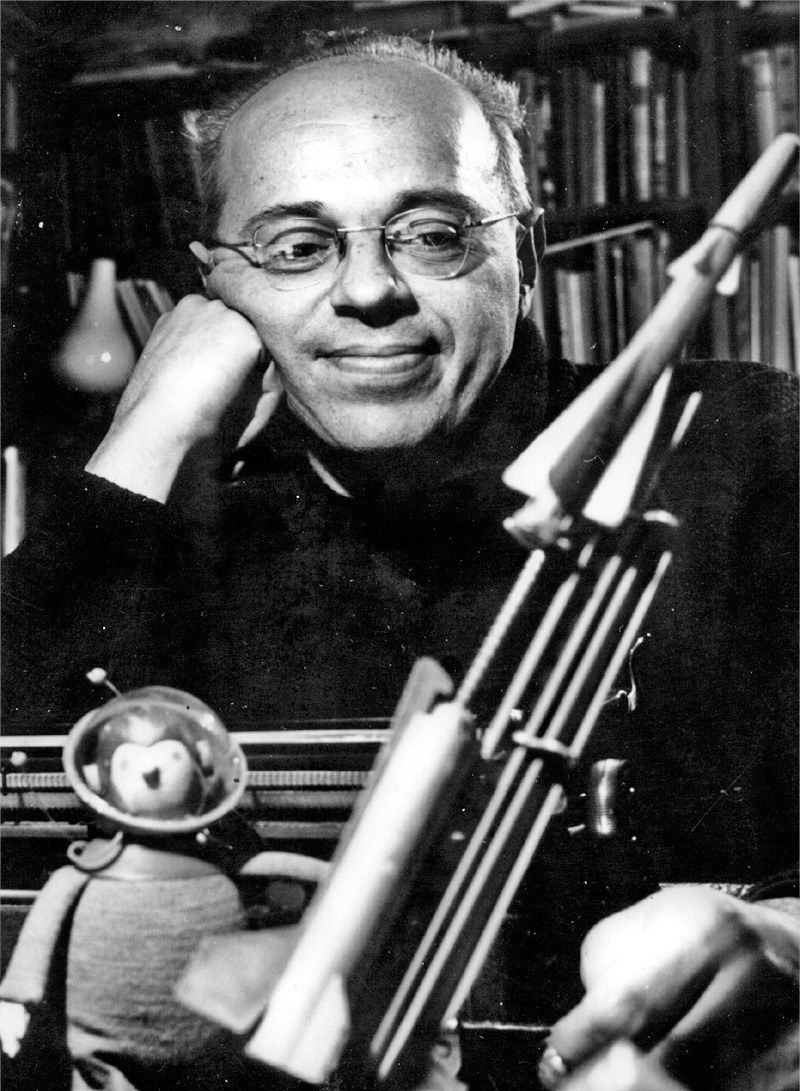
Stanislas Lem

### Romans
- Feu Vénus, Gallimard, coll. « Le Rayon fantastique » no 93, 1962 ((pl) Astronauci, 1951)Adapté au cinéma en 1960 sous le titre L'Étoile du silence
- Eden, Marabout, coll. « Marabout Science-Fiction » no 409, 1972 ((pl) Eden, 1959), trad. Edouard et Edwige Pomorski
- Mémoires trouvés dans une baignoire, Calmann-Lévy, coll. « Dimensions SF », 1975 ((pl) Pamiętnik znaleziony w wannie, 1961), trad. Dominique Sila et Anna Labedzka  (ISBN 2-7021-0035-X)
- Solaris, Denoël, coll. « Présence du futur » no 90, 1966 ((pl) Solaris, 1961), trad. Jean-Michel Jasienko
- Contes inoxydables, Denoël, coll. « Présence du futur » no 330, 1981 ((pl) Bajki robotów, 1964), trad. Dominique Sila
- L'Invincible, Robert Laffont, coll. « Ailleurs et Demain », 1972 ((pl) Niezwyciężony, 1964), trad. Anna PosnerRéédité en 1977 aux éditions Pocket, coll. « Science-fiction » no 5010
- Retour des étoiles, Denoël, coll. « Présence du futur » no 288, 1979 ((pl) Powrót z gwiazd, 1968), trad. Michel de Wieyska
- La Voix du maître, Denoël, coll. « Présence du futur » no 211, 1976 ((pl) Głos pana, 1968), trad. Anna Posner
- Le Congrès de futurologie, Calmann-Lévy, coll. « Dimensions SF », 1976 ((pl) Kongres futurologiczny, 1971), trad. Domonique Sila et Anna Labedzka  (ISBN 2-7021-0097-X)
- Le Rhume, Calmann-Lévy, coll. « Dimensions SF », 1978 ((pl) Katar, 1976), trad. Dominique Sila  (ISBN 2-7021-0275-1)Grand prix de littérature policière 1979
- Le Masque, Calmann-Lévy, coll. « Dimensions SF », 1983 ((pl) Maska, 1976), trad. Laurence Dyèvre
- Bibliothèque du XXIe siècle, Seuil, 1989 ((pl) Biblioteka XXI wieku, 1983), trad. Dominique Sila
- Fiasco, Calmann-Lévy, coll. « Suspense - Crime », 1988 ((pl) Fiasko, 1986), trad. Roger Lanquetin
- Une enquête, Actes Sud, coll. « Exofictions », 2024 ((pl) Śledztwo, 1959), trad. Charles Zaremba  (ISBN 978-2-330-18665-4)

### Recueils de nouvelles
- Le Bréviaire des robots, Denoël, coll. « Présence du futur » no 96, 1967 ((pl) Ksiega robotów, 1961), trad. Halina Sadowska
- La Cybériade, Denoël, coll. « Présence du futur » no 109, 1968 ((pl) Cyberiada, 1965), trad. L. Makowski
- Mémoires d'Ijon Tichy, Calmann-Lévy, coll. « Dimensions SF », 1977 ((pl) Ratujmy Kosmos (List otwarty, Ijona Tichego), 1971), trad. Dominique Sila  (ISBN 2-7021-0218-2)
- Les Voyages électriques d'Ijon Tichy, Denoël, coll. « Présence du futur » no 311, 1980 ((pl) Dzienniki gwiazdowe, 1976), trad. Dominique Silas
- Nouvelles Aventures d'Ijon Tichy, Calmann-Lévy, coll. « Suspense - Crime », 1986 ((pl) Pokój na ziemi, 1985), trad. Laurence Dyèvre
- Les Aventures du pilote Pirx, Actes Sud, coll. « Exofictions », 2021 ((pl) Opowieści o pilocie Pirxie, 1973), trad. Charles Zaremba  (ISBN 978-2-330-15679-4)

### Essais
- Provocation - suivi de Réflexions sur ma vie, Seuil, 1989 ((pl) Prowokacja, 1986), trad. Dominique Sila  (ISBN 2-02-010713-9)Analyse du totalitarisme et de la manière dont il peut conduire au génocide

## Récompenses et distinctions
- Médaille d’or du Mérite culturel polonais Gloria Artis
- Commandeur de l’ordre Polonia Restituta
- Croix d'or de l’ordre du Mérite de la république de Pologne
- Décoré dans l’ordre de l'Aigle blanc
- Docteur honoris causa de l’École polytechnique de Wrocław, de l’université Jagellonne, de l’université de Bielefeld et de l’université Ivan-Franko de Lviv
- Décoré dans l’ordre de la Bannière du Travail
- Grand prix de littérature policière 1979 pour Le Rhume[5]
- (3836) Lem, astéroïde

## Filmographie en tant que scénariste
- 1968 : Przekladaniec (TV) d'Andrzej Wajda
- 1973 : Pirx kalandjai (série TV)
- 1994 : Marianengraben d’Achim Bornhak (coécrit avec Mathias Dinter)

## Adaptations de ses œuvres

### Cinéma
- 1960 : L'Étoile du silence (Der schweigende Stern) de Kurt Maetzig, d'après Feu Vénus
- 1963 : Ikarie XB-1 de Jindrich Polák, d’après Obłok Magellana (pl)
- 1972 : Solaris d’Andreï Tarkovski, d’après Solaris
- 1979 : L'Enquête du pilote Pirx (Test pilota Pirxa) de Marek Piestrak, d’après la nouvelle Rozprawa
- 1979 : L'Hôpital de la transfiguration (Szpital przemienienia) d’Edward Zebrowski
- 1988 : Victim of the Brain (pl) de Piet Hoenderdos, d’après la nouvelle Wyprawa siódma, czyli o tym jak własna doskonałość Trurla do złego przywiodła contenue dans le recueil La Cybériade
- 2002 : Solaris de Steven Soderbergh, d’après Solaris
- 2009 : 1 (pl) de Pater Sparrow, d’après Bibliothèque du XXIe siècle
- 2013 : Le Congrès (The Congress) d’Ari Folman, d’après Le Congrès de futurologie
- 2018 : His Master's Voice (Az Úr hangja) de György Pálfi

### Télévision
- 1964 : Professor Zazoul (ru) de Marek Nowicki et Jerzy Stawicki, d'après la nouvelle homonyme
- 1968 : Przekładaniec (pl) de Andrzej Wajda d’après Czy pan istnieje, Mr. Johns? (« Existez-vous Monsieur Jones ? »)
- 1968 : Solaris de Boris Nirenbourg et Lidia Isinbaïeva (ru), d’après Solaris
- 2007 : Ijon Tichy: Raumpilot (pl) (mini série de 6 épisodes)

### Théâtre
- 2020 : Solaris, d’après Solaris, traduction Jean-Michel Jasienko, mise en scène Pascal Kirsch, coproduction Compagnie Rosebud, Théâtre des Quartiers d'Ivry, MC2 (Grenoble)[6]

### Opéra
- 1970 : The Cyberiad, opéra de Krzysztof Meyer, d’après La Cybériade
- 1995-1996 : Solaris, opéra, livret et composition de Michael Obst (en), commande de la biennale de Munich
- 2010-2012 : Solaris, opéra, composé par Detlev Glanert, sur un livret de Reinhard Palm
- 2013-2014 : Solaris, opéra-ballet, composé par Dai Fujikura et sur un livret, une mise en scène, une chorégraphie, des décors, des costumes et des lumières de Saburo Teshigawara[7],[8]

### Radio
- 2007 : Solaris, série radiophonique de BBC Radio 4 de 2 épisodes d’une heure, adapté par Hattie Naylor, produit Polly Thomas

### Jeux vidéos
- 2023 : The Invincible, jeu vidéo d'aventure développé par Starward Industries et publié par 11 bit studios